# 7개의 바다
7개의 바다는 알려진 세계의 모든 바다를 지칭하는 비유적인 용어다.
다양한 정의를 지닌 "7개의 바다"라는 용어는 세계의 바다가 알려지기 훨씬 전부터 여러 민족의 속어의 일부였다. 이 용어는 현대에 들어서는 다음 7개의 해양 수역을 지칭하는 데에도 사용될 수 있다. 모두 대양이기 때문에 7대양(七大洋)이라고도 부른다.
- 북극해
- 북대서양
- 남대서양
- 인도양
- 북태평양
- 남태평양
- 남극해

## 아랍
중세 아랍인들은 그들이 범선으로 항해한 모든 바다를 7개로 세었다.
- 대서양
- 지중해
- 홍해
- 페르시아만
- 아라비아해
- 벵골만
- 남중국해

## 대항해 시대
대항해 시대에 아메리카가 발견된 이후 일부 사람들은 다음과 같이 생각했다.
- 대서양
- 지중해
- 카리브해
- 멕시코만
- 태평양
- 인도양
- 북극해